# Henri Stambouli
Henri Stambouli (ur. 5 sierpnia 1961 w Oranie, zm. 17 listopada 2023 w Dakarze) – piłkarz francuski grający na pozycji bramkarza oraz trener.

## Kariera piłkarska
Karierę piłkarską Stambouli rozpoczął w klubie Rodez AF, w którym grał w latach 1975–1977. Następnie odszedł do AS Monaco, gdzie przez lata pełnił rolę rezerwowego dla Jeana-Luca Ettoriego. Wraz z Monaco dwukrotnie wywalczył mistrzostwo Francji w latach 1978 i 1982 oraz dwukrotnie zdobył Puchar Francji w latach 1980 i 1985. W Monaco grał do 1986 roku.
W latach 1986–1989 Stambouli był bramkarzem Olympique Marsylia, swojego ostatniego klubu w karierze. W Olympique był dublerem Kameruńczyka Josepha-Antoine’a Bella. W 1989 roku wywalczył mistrzostwo oraz Puchar Francji.

## Kariera trenerska
Po zakończeniu kariery piłkarskiej Stambouli został trenerem. W 1994 roku został szkoleniowcem Olympique Marsylia i w 1995 roku wygrał z nim rozgrywki Ligue 2. Następnie był selekcjonerem reprezentacji Gwinei (1998–1999) i trenerem FC Sion (2000–2001) oraz CS Sedan (2001–2003). W 2003 roku został zatrudniony w reprezentacji Mali, z którą zajął 4. miejsce w Pucharze Narodów Afryki 2004. W 2004 roku prowadził UD Las Palmas i Club Africain Tunis. Swojej karierze trenerskiej był też szkoleniowcem Rai Casablanca (Puchar Maroka w 2005 roku), Nadi asz-Szarika, Al-Jazira Club, FAR Rabat i reprezentacji Togo. W latach 2008–2010 był trenerem FC Istres.